# Azzura Aeroporti
Azzurra Aeroporti S.p.A. est une société holding italienne filiale de la holding Edizione Holding SpA appartenant à la famille Benetton qui contrôle, avec une participation directe de 64,0 % dans la société française Aéroports de la Côte d'Azur (Nice, Cannes Mandelieu, St. Tropez et l'aérodrome de La Môle). Les autres actionnaires sont CCI Nice Côte d'Azur (25,0 %), la Banque des Territoires, filiale de la Caisse des Dépôts et Consignations (8,0 %) et la Métropole Nice Côte d'Azur, Région Alpes Côte d'Azur et le département des Alpes Maritimes (1,0 % chacun).

## Histoire
La société Azzura Aeroporti SpA a été créée en 2016 dans le but de participer à la privatisation des aéroports de la Côte d'Azur qui comprennent :
- l'Aéroport de Nice-Côte d'Azur,
- l'aéroport de Cannes-Mandelieu,
- l'aéroport du Golfe de Saint-Tropez - La Môle.

Lors de sa création, les actionnaires de la société, de droit italien, étaient :
- Atlantia SpA (groupe Benetton) (65,01 %)
- Sky Cruise Sas (24,99 %), une filiale d'EDF Invest SA.
- Aeroporti di Roma (10,0 %), une filiale d'Atlantia SpA.

Le 23 juin 2017, le gouvernement français donne son agrément pour que la société monégasque S.M.I.A. S.A. (12,5 %) entre au capital d'Azzura Aeroporti SpA. Le groupe italien Atlantia SpA lui rétrocédant 12,5 % du capital.
Le 22 juin 2022, la société italienne Edizione Holding SpA se substitue à la société Atlantia SpA.
La société Azzurra Aeroporti S.p.A. fait partie de la branche Infrastructures de transport du groupe Edizione Holding SpA, - Chiffre d'affaires : 6,29 Mds d'euros en 2022 soit 48 % du CA du groupe Edizione Holding, qui comprend : 
- Mundys (57,0 %) concessions d'autoroutes (9 000 km et 5 aéroports dans le monde, 600 villes gérées avec système ITS,
  - Abertis (50,1 %) - SANEF (100 %)
  - Autostrade dell'Atlantico (100 %) - infrastructures autoroutières au Brésil et au Chili,
  - Aeroporti di Roma (99,39 %)
  - Azzura Aeroporti (62,45 %) - Aéroports de la Côte d'Azur Nice, Cannes & St Tropez (64,0 %),
  - Telepass (51,0 %)
  - Yunex Trafic GmbH (100 %)
  - Getlink (15,49 %)

### Histogramme d'Aéroports de la Côte d'Azur
La société Aéroports de la Côte d'Azur (ACA) est une société anonyme par actions de droit français créée le 28 décembre 2006 dont le siège social est situé rue Costes et Bellonte à Nice. La Société ainsi que ses filiales (« le Groupe ») ont pour activité principale la gestion d’infrastructures aéroportuaires, les aéroports de Nice Côte d’Azur et de Cannes Mandelieu à la suite de la conclusion d’un contrat de concession avec l’Etat qui doit prendre fin le 31 décembre 2044.
Le 26 juillet 2013, rachat de l’Aéroport du Golfe de Saint-Tropez.
Le 9 novembre 2016, à l’issue d’une procédure d’appel d’offres menée par l’Agence des Participations de l’État (APE), l’État a choisi le Consortium Azzurra Aeroporti comme acquéreur de la participation de 60 % qu’il détenait dans la société Aéroports de la Côte d'Azur. L’État et les collectivités territoriales ont déclaré avoir sélectionné le candidat le plus à même de répondre au projet de développement des trois plateformes et des territoires concernés. Azzurra Aeroporti SpA devient l’actionnaire majoritaire avec 64 % du capital correspondant aux 60 % détenu par l’État et à 4 % du Conseil Départemental des Alpes-Maritimes. Depuis sa privatisation, le groupe ACA est consolidé dans les comptes du groupe italien Atlantia S.p.A. de Rome selon les normes comptables internationales (IFRS).
En 2017, le 1er juin, l’Aéroport Nice Côte d’Azur obtient la certification ISO 50001, norme certifiant d'une meilleure performance énergétique ; le 1er juillet, lancement de la liaison directe Nice-Dubai avec l'arrivée d'un A380 d’Emirates faisant de l’Aéroport Nice Côte d‘Azur le 2e aéroport de France à accueillir le plus grand avion du monde ; le 4 juillet, Qatar Airways déploie son B.787 « Dreamliner » sur la liaison Nice-Doha et, le 31 juillet, la Principauté de Monaco acquiert 12,5 % d’Azzurra Aeroporti SpA qui détient 64 % d’Aéroports de la Côte d’Azur.
Le 26 août 2018, l’ensemble des plateformes du Groupe Aéroports de la Côte d’Azur atteint la Neutralité Carbone.
Le 28 novembre 2019, Nice Côte d’Azur est le premier aéroport de France équipé de bus passagers 100 % électriques pour sa navette desservant terminaux et parkings.
En 2020, le 27 septembre, les trois aéroports azuréens sont les premiers en France à décrocher l’Airport Carbon Accreditation 4+, le niveau le plus élevé du programme de lutte contre les émissions de CO2 mis en place par l’ACI. Dans le même temps, l’aéroport du Golfe de Saint-Tropez devient le premier aéroport en France à parvenir à la neutralité carbone sans compensation. Le 25 octobre, Aéroports de la Côte d’Azur s'associe à trois aéroports européens, Aeroporti di Roma, Aéroport de Venise-Marco-Polo et Aéroport de Bologne-Borgo Panigale pour lancer le projet Urban Blue dont l'objectif est le développement de la mobilité aérienne urbaine décarbonée à travers la construction de vertiports, dédiés aux avions électriques à décollage vertical (e-VTOL).

#### Composition du groupe Aéroports de la Côte d'Azur
Liste des sociétés consolidées au 31 décembre 2022 : 
- Aéroports de la Côte d'Azur (ACA) - 100 %
- Aéroport Golfe de Saint-Tropez (AGST) - 99,94 %
- SCI La Ratonnière (La Môle) - 100 %
- ACA Holding (Nice) - 100 %
- Sky Valet Spain (Madrid - Espagne) 100 %
- Sky Valet Portugal (Sao Domingos de Rans) - 100 %
- UrbanV S.p.A (Fiumicino - Rome - Italie) - 15 %
- Airport One (Paris) - 49 %